# Sidi Chaib
Sidi Chaib est une commune de la wilaya de Sidi Bel Abbès en Algérie.

## Géographie

### Situation
| Dhaya             | Dhaya; Oued Taourira | Oued Taourira |
| Dhaya; Oued Sebaa | Sidi Chaib           | Bir El Hammam |
| Oued Sebaa        | Bir El Hammam        | Bir El Hammam |

### Lieux-dits, hameaux, et quartiers[3]
Le territoire de la commune est constitué des localités suivantes : Sidi Chaib, Guenguit, Zargua, Malha, Nefid, Nessissa, Mardja, Sidi Moussa, Serata, Naif-El-Ogab et Thamaid.

## Histoire
Sidi Chaib fut le théâtre de plusieurs batailles pendant la Guerre d'Algérie dont celles de Tekroma et d'El Malha[réf. nécessaire]. La fosse commune au Cimetière des Martyrs où sont enterrés 309 combattants algériens, en témoigne[réf. nécessaire].